# 771 a.C.
Il 771 a.C. (DCCLXXI a.C. in numeri romani) è un anno  dell'VIII secolo a.C.

## Eventi
- Cina: termina la Dinastia Zhou occidentale ed inizia quella orientale.

## Nati
- 24 marzo - Remo, romano († 753 a.C.)
- 24 marzo - Romolo, re romano († 716 a.C.)